# Hotel Strand
El Hotel Strand es un hotel de estilo victoriano situado en Rangún, Myanmar (Birmania), construido por Aviet y Tigran Sarkie, dos de los hermanos Sarkies. El hotel, que abrió sus puertas en 1901, está al frente del río Hlaing - o Yangon - hacia el sur, es uno de los hoteles más famosos en la ciudad y el sudeste de Asia, y es administrado por GCP Hospitality. El hotel lleva el nombre de su dirección, en la carretera 92 Strand. 
Durante el período colonial, The Strand fue uno de los más lujosos hoteles en el Imperio Británico con una clientela exclusivamente de blancos. Los hermanos Sarkies venden The Strand al restaurador de Rangún Peter Bugalar Aratoon y Ae Amovsie en 1925. En 1941, durante la Segunda Guerra Mundial, tras la ocupación japonesa de Birmania, el hotel fue utilizado por las tropas japonesas.